# Пизано (Новара)
Пизано (итал. Pisano) — коммуна в Италии, располагается в регионе Пьемонт, в провинции Новара.
Население составляет 770 человек (2008 г.), плотность населения составляет 385 чел./км². Занимает площадь 2 км². Почтовый индекс — 28010. Телефонный код — 0322.
Покровителем коммуны почитается святой Евсевий из Верчелли, празднование 2 августа.

## Демография
Динамика населения:

## Администрация коммуны
- Официальный сайт: http://www.comune.pisano.novara.it/